# Varapodio
Varapodio község (comune) Calabria régiójában, Reggio Calabria megyében.

## Fekvése
A megye központi részén fekszik. Határai: Ciminà, Molochio, Oppido Mamertina, Platì, Taurianova és Terranova Sappo Minulio.

## Története
A település neve eredetileg Marrapodi vagy Marrapodio volt. A 9. században a szaracénok tengerparti fosztogatásai miatt elnéptelenedett, de rövid időn belül ismét benépesült. Évszázadokon át Oppido Mamertina része volt. Korabeli épületeinek nagy része az 1783-as calabriai földrengésben elpusztult. A 19. században nyerte el önállóságát, amikor a Nápolyi Királyságban felszámolták a feudalizmust.

## Népessége
A népesség számának alakulása:

## Főbb látnivalói
- Santo Stefano-templom
- San Nicola-templom